# 沈雲祚

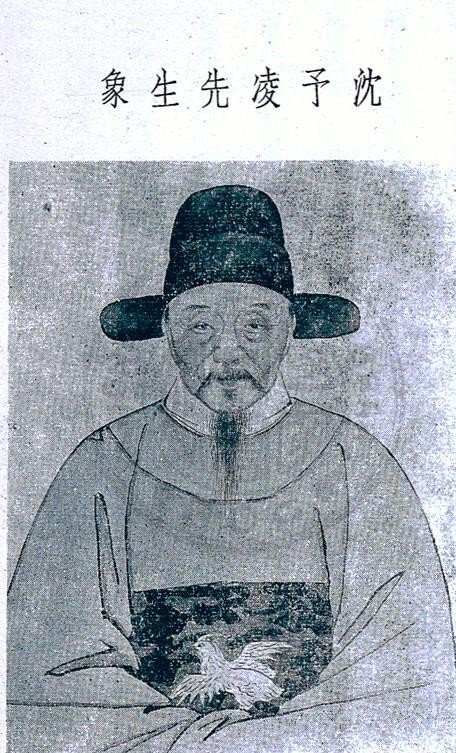
《太倉鄉先賢畫象》

沈雲祚（?—1644年），字子凌，號岱来，苏州府太仓州人。明末官員，東林黨人。

## 生平
沈雲祚年幼聰穎，小時便和父親前往東林書院，向高攀龍求程朱正學，取得了「主靜主敬」的學問，回鄉後以聖賢做榜樣自勵。崇禎九年（1636年）舉應天鄉試，崇禎十三年（1640年）登庚辰科進士，刑部观政，授為華陽縣令。
崇禎十七年（1644年），張獻忠犯成都，沈雲祚向蜀王朱至澍建議守禦之䇿，但不被接納，後來又向內江王說「人無愚智，皆知賊勢猖獗，成都必危，今蜀府貨財山積，不早捐之募死士東向殺賊，一旦豖突疆塲，軍民奔竄，誰為王守此府庫者? 且獨不見周、楚之己事乎?」，內江王因而向蜀王提議發銀餉軍，但仍不被接納。五月，張獻忠破重慶，縱火燒刧數百里，城中一日數驚，蜀王始悔不用雲祚之言，稍出庫房銀兩招募兵馬，但張獻忠軍已到成都了。沈雲祚知事不可為，對屬僚說「事至此，吾輩與城存亡，他非所知也」。
城陷，雲祚為大西軍所俘，與御史劉之渤、推官劉士斗被幽禁在大慈寺，絕食半月，不死。張獻忠想招降沈雲祚，命人送飯，并以刀威脅他投降。雲祚大罵：“吾欲食賊肉耳，豈食賊粟哉？”於是被害。清乾隆四十一年（1776年）賜諡忠烈。

## 評價
《東林列傳》：「蜀稱天險可守者也，乃當時封疆大臣無一為桑土計者，卒致冦來，如入無人之境。假使蜀王早聽子凌之言，豫為藩籬之計，何至一敗塗地，而貽禍於通省生靈耶? 前朝天下之禍，於蜀為最，豈由風俗之惡，而天降大罰? 抑亦人謀之不臧歟? 後之君子圖蜀者其，當思有以丕變之，庶幾人心正而風俗淳，彼蒼不至頻降大罰也。天道好善而惡淫，有世道之責者其思之。」

## 家族
有子沈荀蔚，年僅五歲，被藏匿山中，二十年后始歸鄉。沈荀蔚著有《蜀難敘略》。